# Витроль (Буш-дю-Рон)
Витроль (фр. Vitrolles) — коммуна на юго-востоке Франции в регионе Прованс — Альпы — Лазурный Берег, департамент Буш-дю-Рон, округ Истр, кантон Витроль.
Площадь коммуны — 36,58 км², население — 37 190 человек (2006) с тенденцией к стабилизации: 34 843 человека (2012), плотность населения — 952,5 чел/км².

## Население
Население коммуны в 2011 году составляло 34 827 человек, а в 2012 году — 34 843 человека.
| 1962 | 1968 | 1975  | 1982  | 1990  | 1999  | 2006  | 2011  | 2012  |
| ---- | ---- | ----- | ----- | ----- | ----- | ----- | ----- | ----- |
| 3366 | 5050 | 13413 | 22725 | 35397 | 36784 | 37190 | 34827 | 34843 |

Динамика населения:

## Экономика
В 2010 году из 23 595 человек трудоспособного возраста (от 15 до 64 лет) 16 752 были экономически активными, 6843 — неактивными (показатель активности 71,0 %, в 1999 году — 67,3 %). Из 16 752 активных трудоспособных жителей работали 14 472 человека (7499 мужчин и 6973 женщины), 2280 числились безработными (1024 мужчины и 1256 женщин). Среди 6843 трудоспособных неактивных граждан 2394 были учениками либо студентами, 1834 — пенсионерами, а ещё 2615 — были неактивны в силу других причин.
На протяжении 2010 года в коммуне числилось 13 630 облагаемых налогом домохозяйств, в которых проживало 34 287,0 человек. При этом медиана доходов составила 17 тысяч 683 евро на одного налогоплательщика.